# Anthony Eustrel
Anthony Eustrel (12 de outubro de 1902 – 2 de julho de 1979) foi um ator de cinema britânico.

## Filmografia selecionada
- Second Bureau (1936)
- Under the Red Robe (1937)
- The Wife of General Ling (1937)
- Gasbags (1940)
- The Silver Fleet (1943)
- The Adventures of Tartu (1943)
- Counterblast (1951)
- Captain John Smith and Pocahontas (1953) - King James
- Lady Godiva of Coventry (1955) - Prior
- The Ten Commandments (1956)
- The Unsinkable Molly Brown (1964)